# Coroa (bairro)
Corôa foi um bairro da cidade de São Paulo, Brasil. Localizado na área comprendida entre os distritos de Santana, Bom Retiro, Pari e Vila Guilherme, entre a zona norte e a zona central, especificamente ao longo da várzea do Rio Tietê.
Historicamente, essa região era cortada pela antiga rua da Coroa. Em 1930, essa rua era uma das principais vias do bairro, refletindo a importância da área na configuração urbana da cidade na época. Tratava-se de uma extensa alagadiça área entre os meandros e lagoas do rio Tietê, que foi retificado - e os meandros e lagoas, aterrados  e que a partir dos anos 1940 deu lugar a diversas edificações importantes da cidade.
A história do bairro, reflete as transformações urbanas de São Paulo ao longo do século XX, a região desempenhou um papel importante nos primeiros momentos da expansão da cidade. O bairro surgiu em um contexto em que São Paulo crescia rapidamente, e o Rio Tietê ainda era uma via essencial para transporte e abastecimento. A área foi ocupada principalmente por trabalhadores de indústrias próximas, que aproveitavam a proximidade com o centro e as margens do rio.
A prova da Travessia de São Paulo a Nado, criada por Cásper Líbero, ocorreu pela primeira vez em 1924. Iniciava-se na ponte da Vila Maria, passando pelo bairro e finalizava nas proximidades do Clube Esperia, no bairro da Ponte Grande. A competição de cinco quilômetros e meio foi realizada até 1944, quando a poluição já começava a afetar o rio onde o evento acontecia. Foram 20 edições anuais realizadas ao todo.
A Rua da Coroa, uma das principais vias do bairro, aparece em registros históricos do início do século XX, destacando-se como um ponto central em uma região habitada por uma população operária. A área era simples, com casas modestas e pequenos comércios, mas estratégica, conectando as zonas centrais e periféricas da cidade. No entanto, com o passar do tempo, a modernização de São Paulo trouxe mudanças que impactaram profundamente a região.
A partir dos anos 1940, com a retificação do Rio Tietê e a construção de grandes avenidas, como a Marginal Tietê, muitas áreas próximas ao rio foram desapropriadas para dar lugar a obras de infraestrutura. O bairro, assim como outros bairros próximos ao rio, perdeu parte de sua relevância e começou a ser desvalorizado. A urbanização acelerada e a poluição do Tietê também contribuíram para o declínio da região, que deixou de ser um ponto estratégico dentro da cidade.
Atualmente, a Rua da Coroa ainda existe, localizada no distrito de Vila Guilherme. No entanto, ela já não possui o destaque histórico que teve no passado. Hoje, a rua é uma via discreta, cercada por residências e pequenos comércios, refletindo a descaracterização de uma área que já teve importância histórica.. O Centro Esportivo Vila Guilherme é a casa do time Centro da Corôa Futebol Clube, fundado em 1918, que já revelou grandes nomes do futebol brasileiro.
A área que atualmente corresponde o extinto bairro abriga o Terminal Rodoviário do Tietê, a Penitenciária Feminina de Sant'Ana, a Cidade Center Norte, o Parque da Juventude, o Shopping D, o Estádio do Canindé e os bairros do Santana, Carandiru, Vila Guilherme, Canindé, Ponte Pequena e Jardim da Coroa.